# Université du Havre
Université du Havre – francuski uniwersytet publiczny położony w mieście Hawr. Uczelnia wchodzi w skład Akademii Rouen. Obecnie na uniwersytecie studiuje ponad 6100 studentów wszystkich wydziałów oraz kierunków, wspartych ponad 800-osobową kadrą naukową.
Uniwersytet został założony w 1985 roku po tym, jak uczelnia uniezależniła się od uczelni w Rouen. Uczelnia specjalizuje się w nauczaniu kadry technicznej oraz informatycznej. Obecnym rektorem uczelni jest Camille Galap, a budżet uniwersytetu wynosi ponad 43 miliony euro.

## Wydziały
- Wydział Matematyki
- Wydział Informatyki
- Wydział Chemii
- Wydział Fizyki
- Wydział Historii
- Wydział Prawa
- Wydział Ekonomii
- Wydział Geografii
- Wydział Socjologii